# Лимфангиосаркома
Лимфангиосарко́ма — злокачественная эндотелиома, крайне редко встречаемая группа злокачественных опухолей, происходящих из тканей лимфатических сосудов. Встречается и развивается обычно у женщин, перенёсших мастэктомию, через 5-20 лет после операции.